# Jim Cummings (acteur, 1952)
Pour les articles homonymes, voir Jim Cummings.
James « Jim » Cummings, né le 3 novembre 1952 à Youngstown, dans l'Ohio, est un acteur américain.
Il est surtout connu pour son travail vocal dans l'animation, étant la voix originale, entre autres, de Pat Hibulaire (Bad Pete), depuis 1992, Myster Mask, Taz, le Diable de Tasmanie, depuis 1991, Winnie l'ourson (Winnie the Pooh), depuis 1988 et Tigrou, depuis 1989.

## Biographie

### Jeunesse

#### Carrière

##### L'aventure Disney
En 1984, il commence une carrière d'acteur pour l'animation. Il entame en 1985 une longue carrière avec les studios Disney, donnant notamment sa voix à Winnie l'ourson et Tigrou depuis Les Nouvelles Aventures de Winnie l'ourson (1988-1991), Bonkers, Pat Hibulaire à partir de La Bande à Dingo (1992) ou encore Darkwing Duck dans sa propre série (1991-1992) et dans la série Ducktales (2018-2019).
Il remplace Peter Cullen dans le rôle de Monterrey Jack dans la série Tic et Tac, les rangers du risque (1988-1990). Il prête sa voix à Don Karnage dans Super Baloo (1990-1991).
Il prête sa voix à la hyène Ed dans Le Roi lion et à la luciole Ray dans La Princesse et la Grenouille (2010).

##### Autres performances
Depuis 1991 et la série Taz-Mania (1991-1995), il prête sa voix au Looney Tunes Taz dans plusieurs de ses apparitions.
De 1993 à 1994, il prête sa voix au Dr Ivo Robotnik, principal antagoniste dans la série Sonic the Hedgehog.
En 1997, il tient trois rôles dans l'acclamé jeu Fallout. Il est la voix du Maître, le principal antagoniste, ainsi que celle du mafieux Gizmo et de la goule Set.
Dans la franchise Star Wars, il prête notamment sa voix au pirate Hondo Ohnaka dans les séries d'animation Star Wars: The Clone Wars (2009-2012) et Star Wars Rebels (2015-2018).

## Filmographie
Sauf indication contraire, les informations mentionnées dans cette section peuvent être confirmées par la base de données cinématographiques IMDb,  présente dans la section « Liens externes ».

### Cinéma
- 1986 : Le Château dans le ciel (Tenkû no shiro Rapyuta) : General (voix)
- 1987 : Les Crados, le film (The Garbage Pail Kids Movie) : Greaser Greg (voix)
- 1988 : Winnie l'ourson (vidéo) : Winnie the Pooh (voix)
- 1988 : Qui veut la peau de Roger Rabbit (Who Framed Roger Rabbit) de Robert Zemeckis : Bullet #2 (voix)
- 1989 : Stanley and the Dinosaurs
- 1989 : La Petite Sirène (The Little Mermaid) : Additional Voices (voix)
- 1990 : Disney Sing-Along-Songs: Disneyland Fun (vidéo) : Winnie the Pooh (voix)
- 1991 : La Belle et la Bête (Beauty and the Beast) : Additional Voices (voix)
- 1992 : Aladdin : Razoul, the Head Palace Guard (voix)
- 1994 : Shadows of Darkness : Boris Stovich (voix)
- 1994 : Yakko's World: An Animaniacs Singalong (vidéo) : Otto (voix)
- 1994 : Cabin Boy : Cupcake (voix)
- 1994 : Winnie the Pooh Playtime: Detective Tigger (vidéo) : Winnie the Pooh (voix)
- 1994 : Winnie the Pooh Playtime: Cowboy Pooh (vidéo) : Winnie the Pooh (voix)
- 1994 : Winnie the Pooh Playtime: Pooh Party (vidéo) : Winnie the Pooh (voix)
- 1994 : Le Retour de Jafar (The Return of Jafar) (vidéo) : Razoul the Chief Guard (voix)
- 1994 : Le Roi lion (The Lion King) : Ed the Hyena (voix)
- 1994 : L'Irrésistible North (North) : Ollie (voix)
- 1994 : Richard au pays des livres magiques (The Pagemaster) : Long John Silver (voix)
- 1995 : Mortal Kombat: The Journey Begins (de) (vidéo) : Shang Tsung (voix)
- 1995 : Aladdin et le Roi des voleurs (Aladdin and the King of Thieves) (vidéo) : Razoul the Chief Guard (voix)
- 1995 : Hillbilly Blue : Colonel / Fat Guy / French Chef / Trunker (voix)
- 1995 : Winnie the Pooh Un-Valentine's Day (vidéo) : Winnie the Pooh / Eeyore (voix)
- 1995 : Dingo et Max : Peter Pete (voix)
- 1995 : Forget Paris : Ebenezer Scrooge / Boromir / Tantor (voix)
- 1995 : Pocahontas : Powanton / Wise Man / Additional Voices (voix)
- 1995 : Rangoon (Beyond Rangoon) : Soldiers / Officers (voix)
- 1995 : Petal to the Metal : Bonkers D. Bobcat (voix)
- 1995 : Mickey perd la tête : Julius (voix)
- 1995 : Balto (Balto) : Steele the Sled Dog (voix)
- 1996 : T2 3-D: Battle Across Time : Cyberdyne Video Narrator (voix)
- 1996 : Winnie the Pooh Learning: Growing Up (vidéo) : Winnie the Pooh (voix)
- 1996 : Siegfried & Roy: Masters of the Impossible (vidéo) : Additional Voices (voix)
- 1996 : Ed's Next Move (en)
- 1996 : Charlie 2 (All Dogs Go to Heaven 2) : Jingles (voix)
- 1996 : Le Bossu de Notre-Dame (The Hunchback of Notre Dame) : Misc. Guards and Gypsies (voix)
- 1996 : Super Défi Duck (voix)
- 1997 : Redux Riding Hood : Thompkins (voix)
- 1997 : Winnie the Pooh Learning: Helping Others (vidéo) : Winnie the Pooh (voix)
- 1997 : Bugs Bunny's Funky Monkeys (vidéo) (voix)
- 1997 : Hercule (Hercules) : Nessus the River Centaur / Pot Maker / Tall Thebian / Elderly Thebian (voix)
- 1997 : Winnie l'ourson 2 : Le Grand Voyage (vidéo) : Winnie the Pooh (voix)
- 1997 : La Belle et la Bête 2 : Le Noël enchanté (Beauty and the Beast: The Enchanted Christmas) (vidéo) : Various (voix)
- 1998 : Winnie the Pooh Playtime: Fun 'N Games (vidéo) : Winnie the Pooh (voix)
- 1998 : Winnie the Pooh Learning: Sharing & Caring (vidéo) : Winnie the Pooh (voix)
- 1998 : Winnie the Pooh Learning: Making Friends (vidéo) : Winnie the Pooh (voix)
- 1998 : Winnie the Pooh Playtime: Happy Pooh Day (vidéo) : Winnie the Pooh (voix)
- 1998 : Le Monde magique de la Belle et la Bête (vidéo) (voix)
- 1998 : Le Petit Grille-pain courageux - Objectif Mars (The Brave Little Toaster Goes to Mars) (vidéo) : Singer (voix)
- 1998 : Small Soldiers : Ocula (voix)
- 1998 : Pocahontas 2 : Un monde nouveau (Pocahontas II: Journey to a New World) (vidéo) : King James (voix)
- 1998 : Fourmiz (Antz) : Additional Voices (voix)
- 1998 : Scooby-Doo sur l'île aux zombies (Scooby-Doo on Zombie Island) (vidéo) : Jacques (voix)
- 1998 : Buster et Junior (vidéo) : Additional Voices (voix)
- 1998 : Le Roi lion 2 : L'Honneur de la tribu (The Lion King II: Simba's Pride) (vidéo) : Additional Voices (voix)
- 1998 : Babe, le cochon dans la ville (Babe: Pig in the City) de George Miller : Pelican (voix)
- 1998 : A Winnie the Pooh Thanksgiving (vidéo) : Winnie the Pooh / Tigger (singing) (voix)
- 1999 : Winnie the Pooh Learning: Working Together (vidéo) : Winnie the Pooh (voix)
- 1999 : Winnie the Pooh Friendship: Clever Little Piglet (vidéo) : Winnie the Pooh (voix)
- 1999 : Winnie the Pooh: Imagine That, Christopher Robin (vidéo) : Winnie the Pooh (voix)
- 1999 : Winnie the Pooh Friendship: Pooh Wishes (vidéo) : Winnie the Pooh (voix)
- 1999 : Winnie the Pooh Franken Pooh (vidéo) : Winnie the Pooh (voix)
- 1999 : Tarzan : Additional Voices (voix)
- 1999 : Nuttiest Nutcracker (vidéo) : Uncle Drosselmeier / Gramps (voix)
- 1999 : Winnie l'ourson : Joyeux Noël (vidéo) : Winnie the Pooh / Tigger (voix)
- 1999 : Mickey, il était une fois Noël (Mickey's Once Upon a Christmas) (vidéo) : Pete / Postman (voix)
- 2000 : Petit pied VII (The Land Before Time VII: The Stone of Cold Fire) (vidéo) : Sierra (voix)
- 2000 : Les Aventures de Tigrou (The Tigger Movie) : Tigger / Winnie the Pooh (voix)
- 2000 : Dingo et Max 2 : Les Sportifs de l'extrême (vidéo) : Peter Pete (voix)
- 2000 : La Route d'Eldorado (The Road to El Dorado) : Cortes / others (voix)
- 2000 : Titan A.E. : Chowquin (voix)
- 2000 : Winnie the Pooh Spookable Pooh (vidéo) : Winnie the Pooh / Eeyore (voix)
- 2000 : Les Aventures extraordinaires du Père Noël (The Life & Adventures of Santa Claus) (vidéo) : Old Santa Claus (voix)
- 2001 : La Belle et le Clochard 2 : L'Appel de la rue (Lady and the Tramp II: Scamp's Adventure) (vidéo) : Tony (voix)
- 2001 : Shrek : Captain of Guards (voix)
- 2001 : Atlantide, l'empire perdu (Atlantis: The Lost Empire) : Voix additionnelles (voix)
- 2001 : Jimmy Neutron, un garçon génial (Jimmy Neutron: Boy Genius) : Ultra Lord / Mission Control / General (voix)
- 2002 : Peter Pan 2 : Retour au Pays imaginaire (Return to Never Land) : Voix additionnelles (voix)
- 2002 : Le Bossu de Notre-Dame 2 : Le Secret de Quasimodo (vidéo) : Guards (voix)
- 2002 : Tom et Jerry et l'Anneau magique (Tom and Jerry: The Magic Ring) (vidéo) : Butch (voix)
- 2002 : La Légende de Tarzan et Jane (vidéo) : Tantor (voix)
- 2002 : Mickey's House of Villains (vidéo) : Big Bad Wolf / Kaa / Ed the Hyena (voix)
- 2002 : Winnie l'ourson : Bonne Année (vidéo) : Winnie the Pooh / Tigger (voix)
- 2002 : The Land Before Time IX: Journey to the Big Water (vidéo) : Sierra (voix)
- 2003 : Le Livre de la jungle 2 (The Jungle Book 2) : Kaa / Colonel Hathi / M.C. Monkey (voix)
- 2003 : Les Aventures de Porcinet (Piglet's Big Movie) : Winnie the Pooh / Tigger (voix)
- 2003 : Sinbad : La Légende des sept mers (Sinbad: Legend of the Seven Seas) : Luca / Additional Voices (voix)
- 2003 : Looney Tunes: Reality Check (vidéo) : Tasmanian Devil (voix)
- 2003 : Looney Tunes: Stranger Than Fiction (vidéo) : Tasmanian Devil (voix)
- 2003 : Frère des ours (Brother Bear) : Forest Elephant (voix)
- 2004 : Comic Book: The Movie (vidéo) : Dr Cedric Perview (voix)
- 2004 : Le Roi lion 3 : Hakuna Matata (vidéo) : Ed (voix)
- 2004 : Les Aventures de Petit Gourou (Winnie the Pooh Springime with Roo) (vidéo) : Winnie The Pooh / Tigger (voix)
- 2004 : Mickey, Donald, Dingo : Les Trois Mousquetaires (Mickey Donald Goofy The Three Muskeeters) (vidéo) : Pete (voix)
- 2004 : Mickey, il était deux fois Noël (Mickey's Twice Upon a Christmas) (vidéo) : Blitzen (voix)
- 2005 : Winnie l'ourson et l'Éfélant (Pooh's Heffalump Movie) : Winnie the Pooh / Tigger (voix)
- 2005 : Winnie l'ourson : Lumpy fête Halloween (vidéo) : Pooh / Tigger (voix)
- 2006 : Frère des ours 2 : Bering/Chilkoot (voix)
- 2006 : Rox et Rouky 2 (The Fox and the Hound 2) : Waylon/Floyd (voix)
- 2007 : TMNT : Les Tortues Ninja (TMNT) : Voix additionnelles (voix)
- 2007 : Bee Movie : Drôle d'abeille : Title Narrator/Graduation Announcer (voix)
- 2008 : Le Secret de la Petite Sirène : Roi Triton / Shelbow (voix)
- 2009 : Tigrou et Winnie, la comédie musicale : Winnie the Pooh / Tigger (voix)
- 2009 : La Princesse et la Grenouille : Ray (voix)
- 2011 : Gnoméo et Juliette : Featherstone (voix)
- 2018 : Jean-Christophe et Winnie (Christopher Robin) de Marc Forster :  Winnie l'ourson et Tigrou (voix)
- 2018 : Scooby-Doo! et Le Fantôme gourmand : Jeremiah Noseworthy / Le Fantôme Rouge (voix)
- 2019 : La Belle et la Bête (Trouble) : Mr MacBain (voix)

### Télévision
- 1984 : Transformers (série télévisée) : Afterburner / Rippersnapper / Sharkticon (voix)
- 1985 : Dumbo's Circus (série télévisée) : Lionel the Lion (voix)
- 1986 : The Kingdom Chums: Little David's Adventure (TV) : Goliath / Fox Soldier #3 (voix)
- 1987 : Ducktales: Treasure of the Golden Suns (TV) : El Capitán (voix)
- 1987 : Visionaries: Knights of the Magical Light (série télévisée) : Witterquick, Bearer of Knowledge (voix)
- 1988 : Scooby-Doo et le Rallye des monstres (Scooby-Doo and the Reluctant Werewolf) (TV) : Frankenstein / Skull Head (voix)
- 1988 : Scooby-Doo : Agence Toutou Risques (A Pup Named Scooby-Doo) (série télévisée) : Additional Voices (voix)
- 1989 : California Raisins (série télévisée) (voix)
- 1989 : Tic et Tac, les rangers du risque (Chip 'n Dale Rescue Rangers) (série télévisée) : Monterey Jack / Fat Cat / Wart / Prof. Nimnul / others (voix)
- 1989 : Rude Dog and the Dweebs (série télévisée) : Satch (voix)
- 1990 : Widget, the World Watcher (série télévisée) : MegaBrain (voix)
- 1990 : Potsworth & Co. (série télévisée) : Additional Voices (voix)
- 1990 : Cartoon All-Stars to the Rescue (TV) : Tigger / Winnie the Pooh (voix)
- 1985 : Les Gummi (The Gummi Bears) (série télévisée) : Zummi Gummi (1990- ) / Chummi (voix)
- 1990 : Capitaine Planète (Captain Planet and the Planeteers) (série télévisée) : Sly Sludge (1990-1993) (voix)
- 1991 : Myster Mask (série télévisée) : Myster Mask / Albert Colvert / Sinister Mask  / Craignos Bourbifoot (voix)
- 1991 : Taz-Mania, le diable de Tasmanie (Taz-Mania) (série télévisée) : Taz Tasmanian Devil / Tasmanian Wolf / Buddy Boar / Bushwhacker Bob / Wendel T. Wolf (voix)
- 1991 : Où est Charlie ? (Where's Waldo?) (série télévisée) : Additional Voices (voix)
- 1991 : Winnie the Pooh & Christmas Too (TV) : Winnie the Pooh (voix)
- 1992 : La Famille Addams (série télévisée) : Lurch (voix)
- 1992 : Wild West Cowboys from Moo Mesa (série télévisée) : Dakota Duke / Saddlesore Scorpion / Skull Duggery (voix)
- 1992 : Blazing Dragons (série télévisée) : Chancellor / King Allfire (voix)
- 1992 : Raw Toonage (série télévisée) : Bonkers / various (voix)
- 1992 : Des souris à la Maison-Blanche (Capitol Critters) (série télévisée) : Additional Voices (voix)
- 1992 : La Bande à Dingo (Goof Troop) (série télévisée) : Peter "Pete / Petey" Pete Sr. (voix)
- 1993 : Cro (série télévisée) : Ogg (voix)
- 1993 : Mr. Bogus (série télévisée) : Teacher (voix)
- 1993 : Sonic the Hedgehog (série télévisée) : DrJulian Robotnik (voix)
- 1993 : La Panthère rose (The Pink Panther) (série télévisée) : Additional Voices (voix)
- 1993 : Bonkers (série télévisée) : Officer Bonkers D. Bobcat / Detective Lucky Piquel (voix)
- 1993 : Animaniacs (série télévisée) : Narrator / Additional Voices (voix)
- 1993 : Bêtes comme chien (série télévisée) : Morocco Mole (voix)
- 1993 : Shnookums and Meat Funny Cartoon Show (série télévisée) : Dr Paul Bunion (voix)
- 1993 : A Goof Troop Christmas (TV) : Peter Pete Sr. (voix)
- 1994 : Skeleton Warriors (série télévisée) : Additional Voices (voix)
- 1994 : Le Marsupilami (Marsupilami) (série télévisée) (voix)
- 1994 : Bump in the Night (série télévisée) : Mr. Bumpy / Destructo / Closet Monster (voix)
- 1994 : Aladdin (série télévisée) : Razul / Additional Voices (voix)
- 1994 : Gargoyles, les anges de la nuit (Gargoyles) (série télévisée) : Dingo (voix)
- 1995 : The Mask (série télévisée) : Doyle / Kablamis (voix)
- 1995 : Rude Dog & the Rovers (série télévisée) : Satch (voix)
- 1995 : Space Usagi (TV) : Miyamoto Usagi / Space Usagi / Murakami "Gen" Gennosuke (voix)
- 1995 : Izzy's Quest for Olympic Gold (TV) : Narrator / Anchor #1 (voix)
- 1995 : Timon et Pumbaa (série télévisée) : Ed the Hyena / Additional Voices (voix)
- 1995 : Freakazoid! (série télévisée) : Additional Voices (voix)
- 1995 : Earthworm Jim (série télévisée) : Psy-Crow / Bob, the Killer Goldfish (voix)
- 1996 : The Story of Santa Claus (TV) : Mr. Minch (voix)
- 1996 : Project G.e.e.K.e.R. (série télévisée) : Moloch / Will Dragonn (voix)
- 1996 : The Savage Dragon (série télévisée) : Savage Dragon / Bludgeon (voix)
- 1996 : Le Laboratoire de Dexter (série télévisée) : Red Eye (voix)
- 1996 : Adventures from the Book of Virtues (série télévisée) : Aristotle (voix)
- 1996 : Les Rangers de l'espace (série télévisée) : General Parvo (voix)
- 1996 : Le Livre de la jungle, souvenirs d'enfance (série télévisée) : Kaa the Snake / Fred / Jed (voix)
- 1996 : Boo to You Too! Winnie the Pooh (TV) : Winnie the Pooh / Tigger (voix)
- 1997 : La Légende de Calamity Jane (série télévisée) : Additional Voices (voix)
- 1997 : Les 101 Dalmatiens, la série (série télévisée) : Mayor Ed Pig / Colonel (voix)
- 1997 : Pepper Ann (série télévisée) : Mr. Carter (voix)
- 1997 : The Online Adventures of Ozzie the Elf (TV) : Santa Claus (voix)
- 1998 : Michat-Michien (CatDog) : Chat (Cat en V.O)
- 1998 : The Secret Files of the SpyDogs (série télévisée) : Von Rabie / Scuzzy Duzz / Flea Leader / Bald Spokesperson / Additional Voices (voix)
- 1998 : Invasion America (série télévisée) : Major Lomack (voix)
- 1998 : Les Supers Nanas (série télévisée) : Fuzzy Lumpkins / Additional Voices (voix)
- 1999-2003 : Mona le vampire (série télévisée) :  The Man who sells animals in Australia / Additional Voices (voix)
- 1999 : Sing Me a Story with Belle (série télévisée) : Puppet character voice (voix)
- 1999 : Winnie l'ourson : Je t'aime toi ! (TV) : Winnie the Pooh (voix)
- 1999 : Mickey Mania (série télévisée) : Pete / Humphrey the Bear / Zeke / Additional Voices (voix)
- 2001 : CatDog: The Great Parent Mystery (TV) : Cat (voix)
- 2001 : Disney's tous en boîte (série télévisée) : Pete / Humphrey the Bear / Censor Monkeys / King Larry / Big Bad Wolf / Ed the Hyena / Weasels / Winnie the Pooh / Kaa / Razoul / Zeke / Gorilla / Tiki Masks / Voix additionnelles (voix)
- 2001 : Le Livre de Winnie l'ourson (série télévisée) : Pooh / Tigger (voix)
- 2001 : La Légende de Tarzan (The Legend of Tarzan) (série télévisée) : Tantor (voix)
- 2001 : La Momie (The Mummy: The Animated Series) (série télévisée) : Imhotep (voix)
- 2002 : A Baby Blues Christmas Special (TV) : Hugh Wisowski / Kris (voix)
- 2002 : Ozzy & Drix (série télévisée) : Police Chief Gluteus (voix)
- 2004 : Jimmy Neutron: You Bet Your Life Form (TV) : Gen. Abercrombie / Brain #2 / Mayor Quadar (voix)
- 2006 : La Maison de Mickey : Pat Hibulaire (voix)
- 2007 : Hellboy : De Sang et de fer (Hellboy Animated: Blood and Iron) (TV) : Tom Manning (voix)
- 2007 : The Replacements : Announcer / Alfred P. Dunleavy Jr. / Campaign Commercial Announcer (voix)
- 2007 : Mes amis Tigrou et Winnie (My Friends Tigger and Pooh) : Tigger / Winnie the Pooh / Beaver (voix)
- 2007 : Mes amis Tigrou et Winnie : Un Noël de super détectives : Winnie The Pooh / Tigger (voix)
- 2007 : Spectacular Spider-Man : Crusher Hogan (voix)
- 2008 : La Ferme en folie (Back at the Barnyard) : Hillbilly #1 / Polar Bear (voix) et le Chef Big Bones
- 2009 : Robot Chicken : Ark Spirit / Doctor / Lex Luthor (voix)
- 2009 : Star Wars : The Clone Wars : Hondo Ohnaka (voix)
- 2009 : Chowder : Alligator / Badge / Kimchi's Dad (voix)
- 2010 : Jonah Hex: Motion Comics : Jonah Hex (voix)
- 2010 : Scooby-Doo : Mystères associés : Captain Caveman (voix)
- 2010 : The Super Hero Squad Show : Thanos / Super-Skrull / Human Torch Android (voix)
- 2011-2016 : Kung Fu Panda : L'Incroyable Légende (Kung Fu Panda: Legends of Awesomeness) : Lidong et Rhino Guard #2
- 2011 : Looney Tunes Show : Taz (Le Diable de Tasmanie)
- 2012-2018 : Princesse Sofia (Sofia the First) : Ambroise et Professeur Popov
- 2013 : La Légende de Korra (série télévisée) : Deep Voice Narrator / Lion Turtle (voix)
- 2013 : Mickey Mouse : Pat Hibulaire (voix)
- 2014-2021 : Blaze et les Monster Machines : Marty Moose
- 2015 : Transformers Robots in Disguise : Mission secrète (série télévisée) : Clampdown / Thermidor (voix)
- 2015 : Star Wars Rebels : Hondo Ohnaka (voix)
- 2017 : Mickey et ses amis : Top Départ ! : Pat Hibulaire (voix)
- 2017 : Les Histoires Toc-Toc de Tic & Tac : Pat Hibulaire (voix)
- 2018 : Star Wars: Forces du destin (série télévisée) : Hondo Ohnaka / Naboo Guard 3 (voix)
- 2018 : La Légende des Trois Caballeros (série télévisée) : Bear Rug / Bors the Younger / Captain Charon (voix)
- 2018 : La Bande à Picsou (série télévisée) : Myster Mask / Jim Starling / Sinister Mask (voix)
- 2020 : Le Monde Merveilleux de Mickey : Pat Hibulaire (voix)

## Ludographie
- 1997 Fallout : le Maître, Gizmo et Set
- 2007 : Kingdom Hearts 2: Final Mix+ : Pete, Winnie The Pooh et Tigger
- 2010 : Epic Mickey : Pete
- 2011 : The Elder Scrolls V: Skyrim : Bendt, Denegir of Stuhn, Donnel
- 2011 : Star Wars: The Old Republic : Master Oteg, General Skylast et Bounty Hunter
- 2012 : Epic Mickey 2 : Le Retour des héros : Pete
- 2014 : Hearthstone: Heroes of Warcraft : Onyx Bishop